# Bernt Schneiders
Bernard Bram Schneiders (Breukelen, 2 april 1959) is een Nederlands bestuurder en toezichthouder. Sinds 15 augustus 2016 is hij directeur van het VSBfonds. Daarvoor was hij waarnemend burgemeester van Bloemendaal (2015-2017), voorzitter van het Nederlands Genootschap van Burgemeesters (2010-2016) en burgemeester van Haarlem (2006-2016), Heemskerk (2001-2006) en Landsmeer (1995-2001).

## Loopbaan
Schneiders studeerde rechten in Utrecht en werkte na zijn studie van 1985 tot 1991 op het Kabinet van de commissaris van de Koningin in Noord-Holland. Daar werd hij lid van de gemeenteraad en fractievoorzitter van de PvdA. Vervolgens werkte hij van 1991 tot 1995 als medewerker van de burgemeester van Amsterdam. Op 35-jarige leeftijd werd hij burgemeester van Landsmeer en combineerde dat met het lidmaatschap van Provinciale Staten van Noord-Holland.   
In 2006 werd hij burgemeester Haarlem en was hij voorzitter van de Veiligheidsregio Kennemerland (waaronder Schiphol valt) en korpsbeheerder van de politieregio. Ook was hij waarnemend burgemeester van Bloemendaal om aldaar te helpen een bestuurscrisis te bezweren. 
Na 22 jaar burgemeesterschap stapte hij in 2016 over naar VSBfonds, alwaar hij directeur werd. Deze functie combineert hij met een aantal nevenfuncties op het gebied van toezicht en advies. Zo is hij voorzitter van de Raad van Toezicht van het Spaarne Gasthuis, voorzitter van de Raad van Commissarissen van PWN (het drinkwaterbedrijf van Noord-Holland dat tevens het duingebied beheert) en lid van de Raad van Commissarissen van Woonzorg Nederland . Eerder was hij toezichthouder bij Amsterdam &Partners en bij de Floriade BV. Per 1 oktober 2024 is hij voorzitter van de Raad van Toezicht van de VPRO. In opdracht van de minister van Justitie & Veiligheid maakte hij als voorzitter van een naar hem genoemde adviescommissie een rapport over de problemen bij de Landelijke Eenheid van de Nationale Politie. Dit rapport werd door alle belanghebbenden omarmd, waarna de commissie nog langere tijd betrokken bleef bij de uitvoering en implementatie. Als vrijwilliger is hij voorzitter van de Voedselbank in Haarlem, voorzitter van Bevrijdingspop Haarlem en voorzitter van de stichting het Weeshuis der Doopsgezinden.

## Persoonlijk
Zijn vader F.J.H. (Frits) Schneiders (CHU/CDA) was burgemeester van Vreeswijk, Leusden en Almelo. Hij is getrouwd met Sacha Spoor die werkzaam is als GroenLinks-raadslid in Haarlem en als advocaat-generaal bij het Gerechtshof te Amsterdam.

## Onderscheiding
- Ridder in de Orde van Oranje-Nassau (19 oktober 2017).[5]